# 奧澤洛 (佛羅里達州)
奧澤洛（英語：Ozello）是位於美國佛羅里達州西特拉斯縣的一個非建制地區。該地的面積和人口皆未知。

## 地理
奧澤洛的座標為28°49′33″N 82°39′25″W / 28.82583°N 82.65694°W，而該地的平均海拔高度為1米（即3英尺）。